# جايسون ريد
جايسون ريد (بالإنجليزية: JR Reed)‏ (و. 1967 – م) هو ممثل، وممثل تلفزيوني، من الولايات المتحدة الأمريكية، ولد في كورفاليس، أوريغون.

## وصلات خارجية
- جايسون ريد على موقع IMDb (الإنجليزية)
- جايسون ريد على موقع قاعدة بيانات الفيلم (الإنجليزية)